# Чжан Яньцюань
Чжан Яньцюань  (кит.: 张 雁全, 13 червня 1994) — китайський стрибун у воду, олімпійський чемпіон.

## Виступи на Олімпіадах
| Олімпіада   | Дисципліна                | Місце |
| ----------- | ------------------------- | ----- |
| Лондон 2012 | синхронні стрибки з вишки | 1     |